# Paradoxe de la viande
Le paradoxe de la viande est un phénomène étudié en psychologie et renvoyant à la contradiction apparente entre, d'un côté, aimer manger de la viande, et de l'autre, ne pas aimer infliger de la douleur et tuer des animaux sentients,. 

## Définition
Le paradoxe de la viande renvoie à cet apparent conflit entre la consommation carnée et le fait de faire souffrir ou de tuer des animaux. Ce conflit crée un inconfort psychologique, qui n'est pas forcément conscient. Le paradoxe de la viande s’étudie principalement en psychologie sous l’angle de la théorie de la dissonance cognitive, et plus précisément d’après le modèle de la dissonance basé sur l’action d’Eddie Harmon-Jones et de Cindy Harmon-Jones,. C’est également un sujet d’étude proche du désengagement moral,. Les études sur le paradoxe de la viande s’efforcent de comprendre les stratégies cognitives ou comportementales utilisées pour réduire, voir supprimer, cet état d’inconfort.

## Stratégies comportementales
Des études récentes suggèrent que les gens peuvent réduire leurs dissonances cognitives en attribuant des capacités mentales moindres aux animaux élevés pour leur viande, en se représentant ces animaux comme plus différents des humains, en se souciant moins du bien-être animal ou des inégalités sociales, ou en dissociant les produits carnés des animaux dont ils proviennent.
Loughnan, Bastian & Haslam, expliquent dans un article publié en 2014 que :
« The surest way to eliminate moral tension associated with eating animals is to not eat them. Vegetarians experience no conflict between their beliefs about animal harm and their dietary practices ».
L’éthique est en effet l’une des raisons principales pour devenir végétarien,, mais c’est actuellement un comportement peu fréquent.

## Perception de l'animal
L'un des facteurs déterminant le statut moral que l'on accorde aux animaux est la perception que l'on a de leur capacité à souffrir. Réduire cette dernière peut faciliter la consommation de viande. C'est ce qu'ont montré Bastian et al., dans un article publié en 2012 : les participants étaient séparés en deux groupes, tous les deux étaient face à une image de vache ou de mouton accompagnée d'une courte description, l'unique différence était que dans l'un des deux groupes, une phrase supplémentaire précisait que cette vache ou ce mouton allait finir à l'abattoir, être tué, dépecé et vendu dans les supermarchés. Les chercheurs ont constaté que le groupe à qui on a rappelé le traitement qui sera infligé au mouton ou à la vache - comparé au groupe qui n'a pas eu ce rappel - attribuait aux animaux des capacités mentales inférieures (peur, joie, faim, etc.), notamment en ce qui a trait à leur capacité à souffrir. 
Loughnan, Haslam et Bastian avaient auparavant montré que les membres d'un groupe à qui on avait donné à manger du bœuf séché, avaient moins tendance à accorder une considération morale aux animaux, lorsque comparés à un groupe qui mangeait des noix séchées. La différence était particulièrement prononcée par rapport aux vaches.
Le simple fait de catégoriser un animal comme étant de la nourriture est suffisant pour qu'on réduise notre estimation de sa capacité à ressentir la douleur, et ainsi qu'on lui accorde moins de considération morale. 
Les caractéristiques d'un animal peuvent également nous amener à ne pas vouloir consommer sa chair. Lorsqu'un animal est mignon, on ressent plus d'empathie envers lui et on a moins envie de le manger. Lorsqu'on présente des images de bébés animaux à des personnes, cela réduit temporairement leur appétit pour la viande, mais c'est un résultat observé seulement chez les femmes.

## Rationalisation
La rationalisation est un des mécanismes utilisés pour résoudre le paradoxe de la viande. Dans un article publié en 2015, Piazza et al. ont mené une série de 6 études pour étudier les rationalisations utilisées pour justifier la consommation de viande. Ces chercheurs ont notamment demandé aux participants de donner trois raisons pour lesquelles la consommation de viande est acceptable. Ils ont ainsi trouvé que 4 justifications, qu'ils ont appelé les '4N', englobaient jusqu'à 91% des raisons données. Ces 4 justifications renvoient à considérer la consommation de viande comme étant :
1. naturel (natural)
2. normal (normal)
3. nécessaire (necessary)
4. agréable (nice)

Les 3 premières justifications proviennent de l'ouvrage de Melanie Joy, publié initialement en 2009 et traduit en français en 2016 : Introduction au carnisme - pourquoi aimer les chiens, manger les cochons et se vêtir de vaches. Piazza et al. (2015), ont également trouvé que les mangeurs de viande qui endossent le plus les '4N', ressentent moins de culpabilité par rapport à leur pratique alimentaire que ceux qui endossent le moins les '4N'. Les personnes endossant plus les '4N' attribuent également moins d'états mentaux à une vache (e.g., faim, joie, contrôle de soi, etc.) et montrent de la considération morale pour moins d'animaux. 
Une autre façon de rationaliser la consommation carnée, nommée neutralisation, a été proposée par Dowsett et al., dans un article publié en 2018. Les auteurs définissent la neutralisation de la manière suivante :  
« [Neutralization] minimises personal impact or responsibility by comparing consumption with alternatives of greater perceived moral concern. This cognitive strategy negates the harmful nature of meat-eating by promoting the ethical aspects of consumption, such as: reducing meat intake or sourcing ethically responsible meat. »
Ils ont ainsi proposé d'ajouter un cinquième 'N' à l'ensemble des rationalisations de la consommation carnée pouvant résoudre le paradoxe de la viande. 
Rapporter consommer moins de viande est également une stratégie utilisée pour résoudre le paradoxe de la viande, mais qu'on ne retrouve que chez les femmes. Les stratégies utilisées par les hommes et celles utilisées par les femmes peuvent parfois différer, et cela s'explique en partie par l'endossement de la masculinité. En effet, dans un article publié en 2012, Rothgerber a montré que la masculinité était positivement corrélée à la consommation de bœuf, de poulet et de porc alors qu'elle était négativement corrélée à la consommation de repas végétariens. Il a également montré que lorsque la masculinité était statistiquement contrôlée, certaines des stratégies qui étaient auparavant endossées différemment en fonction du genre, ne l'étaient plus. C'est notamment le cas pour les justifications liées à la santé ou à la religion.